# 地理學史
地理学史是指地理學這門學科發展的歷史。地理在不同文化和地区有着不同的含义以及发展方向，直到近现代才得到统一。因此地理学史需根据文化地区的不同来分别描述。

## 地理学的誕生
現在有文獻可確認的地理學的發祥地是在古代希臘。地理學這一單詞由geo（土地）和graphia（記述）兩部分組成，現在多認為這一名稱是由埃拉托斯特尼等當時亞歷山大學派所起的名稱。地理學和哲學並列為人類歷史最古老的學問。

## 中国地理学史
中国最早的有关地理的书篇为《尚书》中的禹贡。该篇为公元前五世纪战国时期的作品，篇中根据自然条件中土分为九州并分别描述了各州的山川、河流、自然条件、物产、贸易，以及农业结构等信息。该篇中所描述的九州包括黄河流域以及长江中下游平原并东起山东，西至陕西渭河以及陕西南部。
中国现存的最早的地图制作于公元前四世纪的秦朝,而中国最早的根据比例尺制成的地图则是由西晋政治家、地图学家裴秀制成，他制成了中国最早的地图集《禹贡地域图》十八篇，并且提出了“制图六体”，对中国古代的地图绘制有着深远的影响。而东汉历史学家班固则开始，中国的史官也留下了很多关于当地地理信息的记载和地图。虽然这些记载和地图不够专业，但是却有着很高的价值。
从公元前五世纪的禹贡开始，中国的地理方物开始减少神话元素并提供了越来越多的真实材料。在东汉淮南王刘安所主编的淮南子的第四篇中对地形学做出了综合的，系统的描述，并用地图加以诠释。东晋常璩于公元248-254年编写了中国最早的地方志《华阳国志》，该志中详细的描写了四川、云南、贵州、以及部分甘肃、陕西、湖南的山川，河流，道路，并且附以图经加以说明。之后东晋学者郭璞编著水经，书中记述了中国137条主要河流的概况。公元六世纪，北魏地理学家郦道元在水经的基础上编写了水经注一书，书中详细描写了河流一千二百五十二条，并且详细记载了河流所经流域的地貌，矿物，及动植物。
到了宋朝（960-1279年）和明朝（1368-1644年），中国学者编写了许多更加系统\更加专业的书地理方物。宋朝的诗人，学者，官员范成大编写了《桂海虞衡志》一书。书中重点讨论了地形学，并且在这基础上对中国南方省份的农业，经济，和商业商品进行了描述。中国古代的博学家，科学家沈括在地貌学方面亦有着杰出的贡献，他通过在内陆没有竹子生的的地区所发现的竹子化石推演出了平原形成的过程，此外沈括还在雁荡山发现了水对地貌的侵蚀作用 。此外沈括还命名了石油，并且提出石油可以制成墨。公元十四世纪，元朝地理学家纳新编写地貌学作品《河朔访古记》,书中详细描写了中国黄河以北所有区域的地貌特征。明朝著名地理学家，旅行家徐霞客以步行的方式走遍了中国大部分的省份，并且完成了他庞大的地理、地貌学论述，详细的游记。徐霞客的记载特别系统化，并且精确的运用了测量学；他的著作更像是一位20世纪的专业测量员所编写，而非一位17世纪的学者所著。
中国的还对国外的地区的地理信息表示出了极大地兴趣。自从张骞（公元前2世纪）出使西域留下了大量关于中亚，印度，和中东的记载之后；中国古代的学者记载描述了更多关于国外的地形地貌的可靠记载。唐朝的外交官王玄策曾经四次前往天竺（印度）并且著有《中天竺国行记》，此书中有着大量的地理信息。 此外唐朝的宰相、地理学家贾耽著有《郡国别录》6卷、《吐蕃黄河录》4卷。在他的书中他精确的描写了国外各个地点，而且他还描述了通往中国通往波斯湾的海路，并且他还提到波斯人曾经在海里立起石柱来为迷路的船只指引航向。。一个世纪后，阿拉伯学者、地理学家马苏第也留下了和贾耽一样的记载。

## 古代希臘

### 希腊古典时期
古代希腊人认为荷马是最早的地理学家，虽然他的长篇史诗伊利亚特和奥德赛是文学作品，但是他们都包含有不少的地理信息。荷马认识世界是一个被海洋所包围的圆形大陆。研究表明公元前八世纪的古希腊人对地中海有着可观的地理知识。荷马的诗中虽有着大量的地点名称和描述，但是这些地点中有很多都不能确定是真实的还是虚构的。
古希腊哲学家泰勒斯是已知最早对世界的形状做出研究的人之一。他认为整个世界的根基是水，万物都从水中长出（万物本源于水）。他还提出了很多基本的天文学以及数学的定理是人们能够科学的研究地理学。他的学生阿那克西曼德绘制出了已知最早的比例尺地图，并且阿那克西曼德还发明了日冕。
和泰勒斯以及阿那克西曼德不同，古希腊历史学家米利度的赫卡塔埃乌斯通过收集先人所遗留的地图以及水手的叙述来研究地理。他根据它所收集到的资料详细而直白的描写已知世界。此外古希腊作家希罗多德也著有类似的作品《历史》，该书是西方历史上第一部完整流传下来的散文作品。尽管《历史》一书主要描写的为历史内容，但书中亦大量的描写了埃及、斯基提亚、波斯、以及小亚细亚的全部地区，以及印度的一小部分地区。 希罗多德在他的书中将非洲描写成一个被海洋所环绕的完整的大陆，然而他这一观点在西方历史上却引起里极大地争论。因为直到葡萄牙探险家达伽马在十五世纪率领船队到达印度之前，西方一直认为非洲南部与亚洲东南部是连在一起的，而印度洋则是一个内陆海。虽然希罗多德在书中对一部分地区的描写例如印度依然充满着想象，但是他对地理学有着不可磨灭的贡献。他是第一位记录了一条大河构建三角洲的过程的人（尼罗河），也是第一位观察并记录风是从寒冷的地区挂向温暖的地区的人。
古希腊学者毕达哥拉斯可能是第一位提出地圆说的人，因为他认为球体是最完美的体型。这一观点被亚里士多德和帕拉图所接受并提出了相关的证据来证明。他通过月食时地球在月亮上的影子为弧形，以及星星向北方升起来判断出地球为圆形。古希腊学者欧多克索斯通过地圆说的理论解释了太阳是如何到这不同维度的地区有着不同的气候。这使古希腊人认为整个世界分为五个不同的地区.在两个极点地区有着不同寻常的严寒。而在位于撒哈拉的直到地区又极端的炎热，而在这三个区域之间的地区的气候则正适合人类的居住。

### 希腊化时代
古希腊人的这一理论和探险家的的发现有所冲突。迦太基航海家、探险家汉诺曾经到达了塞拉利昂，而其他的迦太基航海家有可能曾经环绕非洲大陆一周。公元前四世纪皮西亚斯曾经走到过欧洲东北部，他的足迹遍布英伦三岛。他发现可是和人类居住的区域古希腊的理论所想象的更大，更舒适。但是正应如此，他的发现被同时期的人所摒弃。征服一样能够拓展探索的范围，例如凯撒大帝征服日耳曼尼亚和大不列颠岛;奥古斯都征服也门和埃塞俄比亚；而古希腊最大的征服者亚历山大大帝更是为了传播古希腊文明而让大量的学者，地理学家随着大军记录了他们东进时的所见及所闻。
古希腊人将世界分为欧洲，亚洲，和利比亚（非洲）三个大陆。赫勒斯滂（即达达尼尔海峡）将欧洲与亚洲分开。古希腊人一般将尼罗河作为亚洲与利比亚的分界线。但是一些学者比如希罗多德则对此持有不同见解。希罗多德认为因为居住在尼罗河两岸的人并没有明显的区别，所以亚洲与利比亚的分界线应当是红海。当时人们已知的的居住带为西起大西洋，东至印度东部。非洲的南部以及欧洲和亚洲的北部则是未知的地区。通常人们认为这些地区没有在人居住。对于古希腊人而言，地球的大小是一个很重要的问题。古希腊数学家，地理学家埃拉斯托特尼曾经试图通过在不同地方测量太阳角度的不同来计算出地球的周长。

## 古代羅馬
虽然罗马时期绝大多数的地理学家的作品已经丢失，但是在斯特拉波的《地理学》一书中中有提及和引用这部分作品。斯特拉波著作《地理学》基本上完好的流传了下来，这是十七卷地理学是研究古典地理学的重要依据。斯特拉波赞成希罗多德以红海为亚洲与欧洲分界线的观点，并且认为汉诺和皮西亚斯的观点是无稽之谈。虽然斯特拉波绘制的地图没有保留下来，但是他书中详细的描述完好的呈现了那个年代的地理研究成果。古罗马博物家，政治家老普林尼的著作 《博物志》中亦有涉及地理学。一个世纪之后，古罗马学者托勒密亦进行了类似的工作。在那个时期，罗马帝国已经扩张到了欧洲的绝大部分地区，亦亦发现了像大不列颠群岛这样过去未知的区域。随着丝绸之路的开辟，人们第一次了解到了遥远的东方。托勒密的《地理学指南》一书开启了对地理学性质的讨论，并且对已知的世界进行了细致的描述。托米勒在书中详细列举了当时已知世界的城市，部落，居点以及地点。很多研究者因为将《地理学指南》一书中的地点与现在的地点结核而获得了奖励及荣誉。
罗马人对地理学和地图进行了大量的实际应用。正是因为系统化的地理测量法以及三角测量法，才使罗马人能够设计并建造长达将近九万公里的公路。罗马帝国有专门的政府人员来收集并整合地形地质信息来设计确定公路的路线。正是因为他们通过运用日晷来确定方向，经纬仪来测量水平角度，以及三角测量法，所以他们才能够建造出最长达到56公里的笔直公路。

## 計量革命
在美國，自1950年代開始，隨之電腦開始普及以及統計數據庫得到整理，地理學界開始嘗試使用計量數據進行空間分析。這一潮流開始自華盛頓大學的研究小組，隨後其知名度遍布全美。雖然有人難以接受計量地理學並對其進行批判，然而利用統計進行空間分析的手法在地理學的方法論上掀起了巨大的變革，「革命性地」普及至美國和世界。這一潮流被稱為計量革命。計量革命堪稱自洪堡等人成立近代地理學以來地理學最大的範式變革，因此又被稱為「第二革命」或「第二潮流」，是地理學的一大變革點。這一潮流直至近年仍然席捲世界，現在在地理學研究中擁有相當重要的地位。

## 脚注
1. 1 2  . Etymonline.com.   [2009-04-17]. （原始内容存档于2009-02-12）.
2. ↑  needham volume 3 500
3. ↑  needham volume 3 538-3540
4. ↑  needham volume 3 508
5. ↑  needham volume 3 501
6. ↑  needham volume 3 507-3508
7. ↑  needham volume 3 517
8. ↑  needham volume 3 514
9. 1 2  Needham, Volume 3, 510.
10. ↑  原其理，当是为谷中大水冲激，沙土尽去，唯巨石岿然挺立耳。如大小龙湫、水帘、初月谷之类，皆是水凿之穴
11. ↑  鄜、延境内有石油，旧说“高奴县出脂水”，即此也。生于水际，沙石与泉水相杂，惘惘而出，土人以雉尾甃之，用采入缶中。颇似淳漆，然之如麻，但烟甚浓，所沾幄幕皆黑。余疑其烟可用，试扫其煤以为墨，黑光如漆，松墨不及也，遂大为之，其识文为“延川石液”者是也。此物后必大行于世，自余始为之。盖石油至多，生于地中无穷，不若松木有时而竭。今齐、鲁间松林尽矣，渐至太行、京西、江南，松山大半皆童矣。造煤人盖知石烟之利也。石炭烟亦大，墨人衣。余戏为《延州诗》云：“二郎山下雪纷纷，旋卓穹庐学塞人。化尽素衣冬未老，石烟多似洛阳尘。”
12. ↑  needham volume 3 511
13. ↑  needham volume 3 524
14. ↑  Needham, Volume 3, 511.
15. ↑  Needham, Volume 4, Part 3, 661.
16. ↑  亚里士多德：形而上学，第一卷第三章
17. ↑  .   [2014-07-16]. （原始内容存档于2017-04-26）.
18. ↑  James Rennell. The geographical system of Herodotus, examined and explained, by a comparison with those of other ancient authors and with modern geography. Bulmer, 1800. p672 （页面存档备份，存于）
19. ↑  The Ancient History of Herodotus （页面存档备份，存于） By Herodotus. p200. (cf., Asia is well inhabited; but from India eastward the whole country is one vast desert, unknown and unexplored).
20. ↑  Die Umsegelung Afrikas durch phönizische Schiffer ums Jahr 600 v. Chr. Geb (1800)
21. ↑  The Cambridge History of the British Empire. CUP Archive, 1963. p56 （页面存档备份，存于）
22. ↑  Die umsegelung Asiens und Europas auf der Vega. Volume 2. By Adolf Erik Nordenskiöld. p148 （页面存档备份，存于）
23. ↑  "The ‘Quantitative Revolution’", GG3012(NS) Lecture 4,University of Aberdeen, 2011, webpage:AB12 （页面存档备份，存于）.